# Asamblea General de Connecticut
La Asamblea General de Connecticut (en inglés: Connecticut General Assembly) es la legislatura estatal (órgano encargado del Poder legislativo) del estado de Connecticut, en Estados Unidos. Es un organismo bicameral compuesto por la Cámara de Representantes de Connecticut, de 151 miembros y el Senado de Connecticut, de 36 miembros. Se reúne en la capital del estado, Hartford. No hay límites de mandato para ninguna de las cámaras.
Durante los años pares, la Asamblea General se reúne de febrero a mayo. En los años impares, cuando se completa el presupuesto estatal, la sesión dura de enero a junio. El gobernador tiene derecho a convocar una sesión especial después del final de la sesión regular, mientras que la Asamblea General puede convocar una "sesión con veto" después del cierre para anular los vetos de los gobernadores.
Durante la primera mitad de la sesión, la Cámara y el Senado generalmente se reúnen solo los miércoles, aunque al final de la sesión, se reúnen a diario debido al aumento de la carga de trabajo y los plazos.

## Historia
Los tres asentamientos que se convertirían en Connecticut ( Hartford, Wethersfield y Windsor ) se establecieron en 1633 y originalmente estaban gobernados por la Massachusetts Bay Company bajo los términos de una comisión de asentamiento. Cuando la comisión expiró en 1636 y se estableció la Colonia de Connecticut, la legislatura se estableció como la "Corte General", que consta de seis magistrados junto con comités de tres miembros que representan a cada una de las tres ciudades. En 1639, se adoptaron las Órdenes Fundamentales de Connecticut, que cambiaron la ortografía a "Tribunal General"; formalizó su autoridad ejecutiva, judicial y legislativa; y cambió su membresía para consistir en el gobernador y seis magistrados (cada uno elegido por períodos de un año) y tres o cuatro diputados por ciudad (elegidos por períodos de seis meses). Aunque los magistrados y diputados se sentaron juntos, votaron por separado y en 1645 se decretó que una medida debía tener la aprobación de ambos grupos para ser aprobada. La Carta de 1662 cambió el nombre a Asamblea General, al tiempo que reemplazó a los seis magistrados por doce asistentes y redujo el número de diputados por ciudad a no más de dos. En 1698, la Asamblea General se dividió en su actual forma bicameral, con los doce asistentes como Consejo y los diputados como Cámara de Representantes. La forma moderna de la Asamblea General (dividida en el Senado superior y la Cámara baja y desprovista de toda autoridad ejecutiva y judicial) fue incorporada en la constitución de 1818 .

## Instalaciones
La mayoría de las reuniones del comité y del caucus de la Asamblea General se llevan a cabo en el moderno Edificio de Oficinas Legislativas (o LOB), mientras que las sesiones de la Cámara y el Senado se llevan a cabo en el Capitolio del Estado . Los dos edificios están conectados a través de un túnel conocido como "Concourse", que se extiende por debajo de una rampa de salida de la Interestatal 84 . La mayoría de las oficinas para legisladores y sus asistentes también se encuentran en la LOB, aunque algunos líderes legislativos optan por tener su sede en el propio Capitolio estatal.
Cada comité tiene su propio espacio de oficina, y la mayoría se encuentra en la LOB. Algunos comités, particularmente los comités selectos, tienen sus oficinas en el Capitolio. Los presidentes de los comités y los miembros de rango normalmente optan por tener sus oficinas personales cerca de las oficinas de sus comités, en lugar de permanecer en las áreas de los caucus.
La Asamblea General también cuenta con otras instalaciones como cafetería, comedor privado, quiosco de prensa y biblioteca.

## Sistema de comités
La Asamblea General tiene 26 comités, todos los cuales son comités conjuntos; es decir, su membresía incluye miembros de la Cámara y del Senado por igual. Varios comités tienen subcomités, cada uno con su propio presidente y enfoque especial.
Antes de que la mayoría de los proyectos de ley se consideren en la Cámara o en el Senado, primero deben pasar por el sistema de comités. La principal excepción a esta regla es el proyecto de ley de certificación de emergencia, o "e-cert", que se puede aprobar en la sala sin pasar primero por el comité. El certificado electrónico generalmente se reserva para su uso en tiempos de crisis, como desastres naturales o cuando los plazos se acercan demasiado rápido para retrasar la acción.

### Comités permanentes
La mayoría de los comités son permanentes, que están autorizados y requeridos por los estatutos estatales para continuar en cada sesión.
Los veinticinco comités permanentes de la Asamblea General son:
- Comité de Envejecimiento
- Comité de Asignaciones
- Comité de Bancos
- Comité de Niños
- Comité de Comercio
- Comité de Educación (K-12)
- Comité de Energía y Tecnología
- Comité de Medio Ambiente
- Comité de Nominaciones Ejecutivo y Legislativo
- Comité de Finanzas, Ingresos y Fianzas
- Comité de Derecho General
- Comité de Elecciones y Administración Gubernamental
- Comité de Promoción de la Educación Superior y el Empleo
- Comité de Vivienda
- Comité de Servicios Humanos
- Comité de Seguros e Inmobiliaria
- Comité de Pasantías
- Comité Judicial
- Comité de Trabajo y Empleados Públicos
- Comité Conjunto de Gestión Legislativa
- Comité de Planificación y Desarrollo
- Comité de Salud Pública
- Comité de Seguridad y Vigilancia Pública
- Comité de Revisión de Regulaciones
- Comité de Transporte
- Comité de Asuntos de Veteranos

De ellos, el Comité de Nominaciones Ejecutivo y Legislativo, el Comité de Pasantías, el Comité Conjunto de Gestión Legislativa y el Comité de Revisión de Regulaciones se consideran bipartidistas y cuentan con el liderazgo de cada partido.

### Comités selectos
Algunos comités son comités selectos, autorizados a funcionar solo durante un número determinado de años antes de ser sometidos a revisión. La mayoría de los comités selectos tratan temas de gran importancia durante un período de tiempo particular y se crean en respuesta a problemas específicos que enfrenta el estado. A partir de la sesión legislativa de 2013, no hay comités selectos activos.

### Liderazgo y personal
La mayoría de los puestos de presidente de comités son ocupados por el partido gobernante, pero los comités considerados oficialmente bipartidistas tienen presidentes de los caucus republicanos y demócratas. Los comités bipartidistas son los que son en su mayoría de naturaleza administrativa, como el Comité Legislativo de Pasantías. La mayoría de los comités tienen miembros de rango o líderes del partido minoritario que sirven como líderes de su partido en cada comité.
Todos los comités tienen su propio personal. Los cuatro comités más grandes (Asignaciones, Finanzas, Poder Judicial y Salud Pública) están dirigidos por administradores de alto nivel no partidistas. El resto está dirigido por un secretario de comité designado por el partido mayoritario. El partido mayoritario y minoritario nombra secretarios auxiliares.
A cada comité se le asigna personal adicional no partidista de la Oficina de Investigación Legislativa, la Oficina de Análisis Fiscal y la Oficina de Comisionados Legislativos que, respectivamente, investigan la legislación y los problemas, evalúan los impactos fiscales y redactan la legislación.

## Participación pública
La mayoría de los procedimientos de la Asamblea General están abiertos al público. Las audiencias públicas se llevan a cabo regularmente durante la sesión para que los residentes tengan la oportunidad de testificar sobre la legislación pendiente. Las áreas de visualización se ofrecen en ambas cámaras para las personas que deseen observar, aunque el piso de cada cámara generalmente está restringido a legisladores, miembros del personal, pasantes y ciertos miembros de los medios de comunicación conocidos colectivamente como Capitol Press Corps. Además, Connecticut Network, o CT-N, transmite la mayor parte de cada sesión para verla en televisión.
Los miembros del público a menudo son reconocidos durante los procedimientos legislativos, en particular las sesiones de la Cámara. Los representantes y senadores pueden solicitar un "punto de privilegio personal" cuando no hay asuntos pendientes en la sala, lo que les permite presentar a los miembros de la familia o residentes de sus distritos al resto de los miembros. La cámara entera a menudo reconoce a los grupos cívicos y juveniles, en particular a los equipos deportivos ganadores de campeonatos. Algunos residentes también reciben menciones especiales de los miembros.